# Imam dečka nemirnog
Imam dečka nemirnog prvi je album Dragane Mirković, izdan 1984. godine u nakladi Diskosa. 

## Pozadina
Dragana je album snimila u dobi od 16 godina, kada nije ni pomislila da će jednog dana postati jedna od najvećih zvijezda srpske glazbene scene. Kada je snimila cijeli album, pjesme su ostavljene na obradi a ona se vratila kući u Kasidol. Mislila je da im se ne dopada i da s albuma neće biti ništa, pa nastavlja sa svakodnevnim životom, sve dok jednog dana, sasvim slučajno, nije čula pjesmu "Imam dečka nemirnog" na radiju, koja je ubrzo postala hit. Osim naslovne, izdvojena je i pjesma "Sanjala sam naše venčanje".

## Popis pjesama
| Br. | Skladba                      | Trajanje |
| --- | ---------------------------- | -------- |
| 1.  | »Imam dečka nemirnog«        | 3:04     |
| 2.  | »Uteši me, tužna sam«        | 3:46     |
| 3.  | »Znaš da nosim prsten tvoj«  | 3:37     |
| 4.  | »Haljinica plave boje«       | 3:10     |
| 5.  | »Hej mladiću, baš si šik«    | 3:00     |
| 6.  | »Sanjala sam naše venčanje«  | 3:36     |
| 7.  | »Proleće je, samo meni nije« | 3:52     |
| 8.  | »Tebi treba žena kao ja«     | 2:37     |

## Izdanja
| Regija          | Datum | Format(i)  | Izdavač |
| --------------- | ----- | ---------- | ------- |
| SFR Jugoslavija | 1984. | LP, kaseta | Diskos  |
| SR Jugoslavija  | 1995. | kaseta     | Diskos  |

## Vanjske poveznice
- Imam dečka nemirnog